# Херман II (Швабия)
Херман II (на немски: Hermann II, † 4 май 1003) от рода на Конрадините е от 997 г. херцог на Швабия.

## Биография
Той е син на Конрад I († 997), херцог на Швабия и Елзас, и съпругата му Регинлинт, дъщеря на Лиудолф (Лиудолфинги), син на Ото I.
След смъртта на император Ото III през 1002 г. Херман е един от кандидатите за царския наследник заедно с баварския херцог Хайнрих, синът на Хайнрих II, и Екехард от Майсен. Изборите са спечелени от Хайнрих. Скоро след това Херман II умира. След неговата смърт Хайнрих II поема попечителството за неговия син и наследник Херман III.

## Семейство и деца
Херман II е женен от ок. 986 г. за Герберга Бургундска († 1019), дъщеря на бургундския крал Конрад III от Велфите и неговата втора съпруга Матилда Френска, дъщеря на крал Луи IV от Франция. Тя е вдовица на граф Херман I фон Верл. Двамата имат пет деца:
- Матилда (* 988; † 29 юли 1031/1032), ∞ I Конрад I, херцог на Каринтия († 12 или 15 декември 1011), ∞ II Фридрих II, херцог на Горна Лотарингия († 1026), ∞ III Езико граф на Баленщет, († 1059/1060)
- Гизела († 15 февруари 1043, ∞ I 1002 г. Бруно I, граф на Брауншвайг († 1012/1014), ∞ II 1014 г. Ернст I, херцог на Швабия († 1015), ∞ III Конрад II, император на Свещената Римска империя († 1039)
- Берхтолд (* началото на 992; † началото на 993)
- (вероятно) Беатрикс († 23 февруари сл. 1025), ∞ Адалберо от Епенщайн, херцог на Каринтия († 1039)
- Херман III († 1 април 1012) 1003, херцог на Швабия